# Гальбиг, Иоганн
Иоганн фон Гальбиг (нем. Johann von Halbig; 13 июля, 1814, Доннерсдорф, Бавария — 29 августа 1882, Мюнхен, Бавария) — немецкий скульптор-монументалист академического направления.

## Биография
Иоганн Гальбиг происходил из старинной франконской семьи художников. Он был вторым сыном Йозефа и Кунигунды Гальбиг и с детства проявлял способности к рисованию, лепке из глины и резьбе по дереву. Его отец, хотя и работал скульптором, «не мог справиться с деньгами». Родители развелись в 1831 году. Семнадцатилетний Гальбиг был приговорён к тюремному заключению за кражу и публично наказан после побега из тюрьмы. После этого он уехал в Мюнхен к своему старшему брату Андреасу, который устроил его в Политехническую школу (Polytechnischen Schule), где преподавал Эрнст Майер из Людвигсбурга, реставратор древностей в мюнхенской Глиптотеке; он был хорошим учителем и художником.
Майер увидел художественный талант Гальбига, сделал его своим учеником и помощником в Королевской академии изящных искусств (Königliche Akademie der bildenden Künste) в Мюнхене.
Вскоре Гальбиг уехал в Италию, где с восторгом изучал и копировал произведения художников античности и эпохи Возрождения. После ранней смерти Майера в 1845 году Гальбиг занял должность профессора Класса моделирования и скульптуры Королевской политехнической школы (Modellirschule und Bildhauerkunst am Königliche Polytechnikum). В подражание классике Гальбиг без у стали создавал скульптурные группы, конные статуи, изображения животных, портретные бюсты и произведения для церкви. О молодом талантливом скульпторе вскоре стало известно баварскому королю Людвигу I.
В это время мюнхенский придворный архитектор Лео фон Кленце проектировал музейное здание Нового Эрмитажа для Санкт-Петербурга. Гальбигу было поручено разработать скульптурные модели. По эскизам Кленце и по моделям Гальбига в 1846 году для портика южного фасада здания были вытесаны из серого сердобольского гранита десять огромных пятиметровых фигур атлантов. Работу выполняли в Санкт-Петербурге русский скульптор А. И. Теребенёв и 150 каменотёсов.
Для фасадов того же здания Иоганн Гальбиг вместе с другими немецкими скульпторами создал уменьшённые модели статуй выдающихся художников древности, итальянского Возрождения и немецкого неоклассицизма, включая Микеланджело, Рафаэля, Леонардо да Винчи, Бенвенуто Челлини, Тициана, Корреджо, Рубенса, Рембрандта и других. В 1843—1844 годах модели в ящиках морем были доставлены в Петербург. Мотив античных теламонов, восходящих к аналогичным фигурам древнегреческого храма Зевса Олимпийского в Акраганте (ныне Агридженто на острове Сицилия; около 480 года до н. э.), Кленце, Гальбиг и скульптор И. Герман повторили в интерьерах Зала камей и Второго зала медалей.
По заказам короля Людвига I скульптор Гальбиг стал создавать бюсты известных художников, учёных, государственных деятелей. Многие из них, выполненные в мраморе, установлены в Зале славы «Румесхалле» (Ruhmeshalle) в Мюнхене и в зале славы Вальхаллы на Дунае. Заказчикам и любителям искусства произведения Гальбига нравились сходством с моделями и «реалистичностью» обработки мрамора. Вызванный в Вену, Гальбиг выполнял из каррарского мрамора бюсты австрийской Императорской четы, придворных дам, эрцгерцогов и принцев.
Иоганн Гальбиг изготовил из мрамора бюсты российского императора Александра I и великой княгини Елены Павловны в зрелом возрасте (1867). Ныне они экспонируются в Государственном Русском музее в Санкт-Петербурге.
В Монце Гальбиг создал портрет престарелого полководца Йозефа Радецкого фон Радеца (1849), в Берлине — портрет философа Фридриха Шеллинга.
Гальбиг успешно выполнял заказы на фигурки животных. К подобным произведениям относятся львы и крылатые сфинксы у входа и выхода из туннеля в Эрлангене (1844), два льва перед дворцом Виттельсбахеров (1848), гигантский лев в Линдау у Боденского озера (1855) — символ неусыпного стража Баварии.
В 1851 году Иоганн Гальбиг получил Рыцарский крест I степени Ордена Святого Михаила, помимо других наград: редкий Императорский австрийский орден Франца Иосифа и Орден Вюртембергской короны. Гальбиг служил своей родине при трёх королях, которые неизменно оказывали ему благосклонность. Он построил для себя очень простой дом в Штарнберге, в Баварии, где разместил скульптурную мастерскую.
Гальбиг скончался от сердечной недостаточности в Мюнхене в ночь с 28 на 29 августа 1882 года в возрасте 68 лет. Похоронен на Старом южном кладбище в Мюнхене. В 1943 году во время Второй мировой войны его могила была уничтожена авиационной бомбой.
Брат Иоганна Гальбига — Андреас Гальбиг (1807—1869), также скульптор, учился у профессора Конрада Эберхарда в Мюнхене, работал для многих баварских церквей. В 1856 году переехал в Вену и по поручению эрцгерцога Фердинанда Макса сделал главный алтарь для Вотивкирхе (Вотивной церкви) в Вене и колонну Св. Троицы в Пеште.

## Галерея

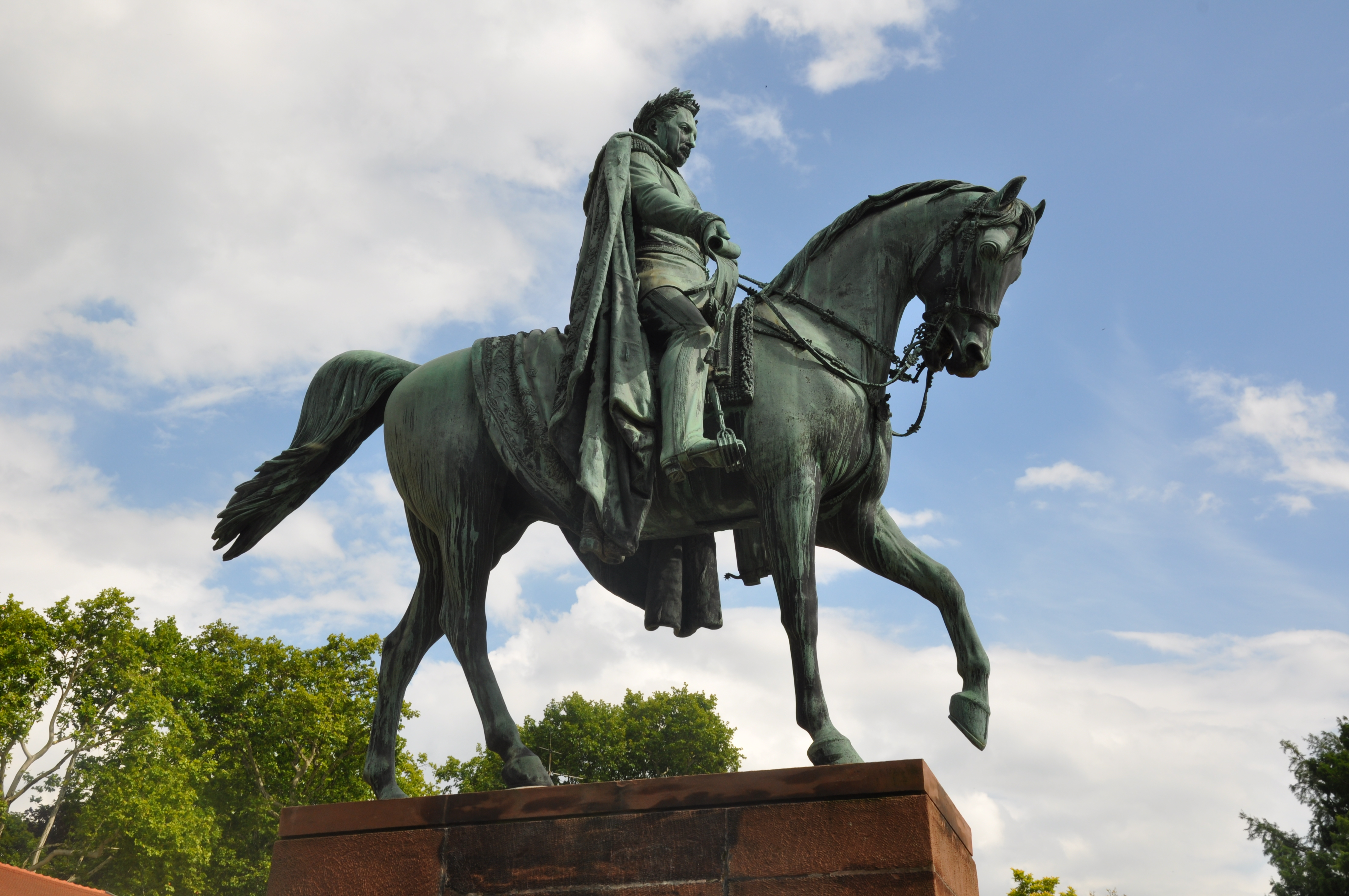
Конная статуя короля Вильгельма I Вюртембергского перед Большим Курзалом в Штутгарте-Бад-Каннштатт. 1875
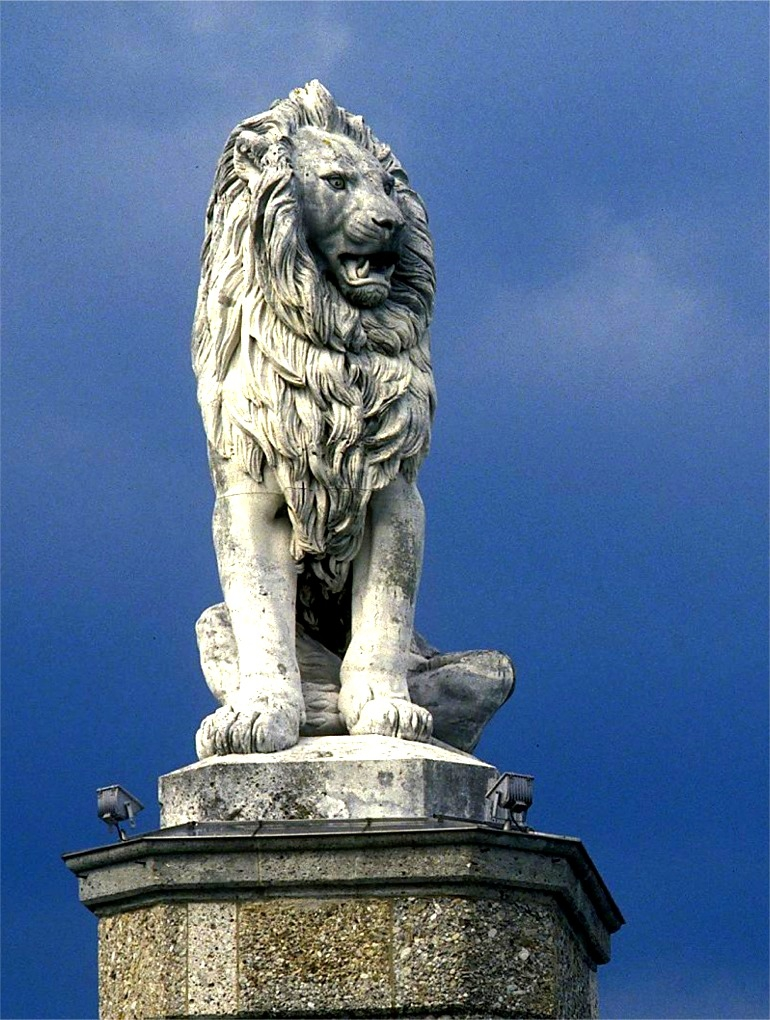
Лев у входа в порт Линдау. 1856
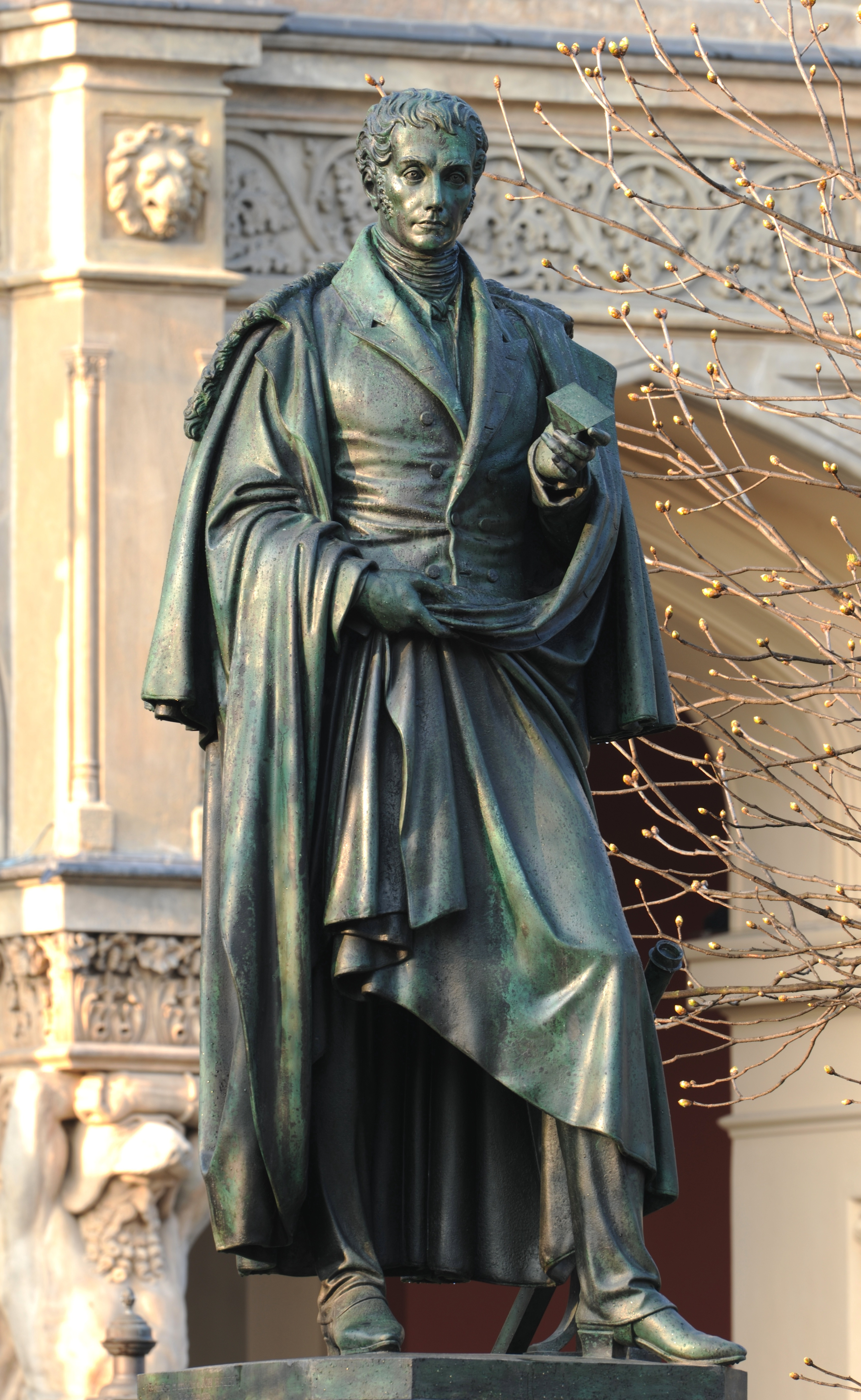
Памятник Йозефу фон Фраунхоферу на Максимилианштрассе, Мюнхен
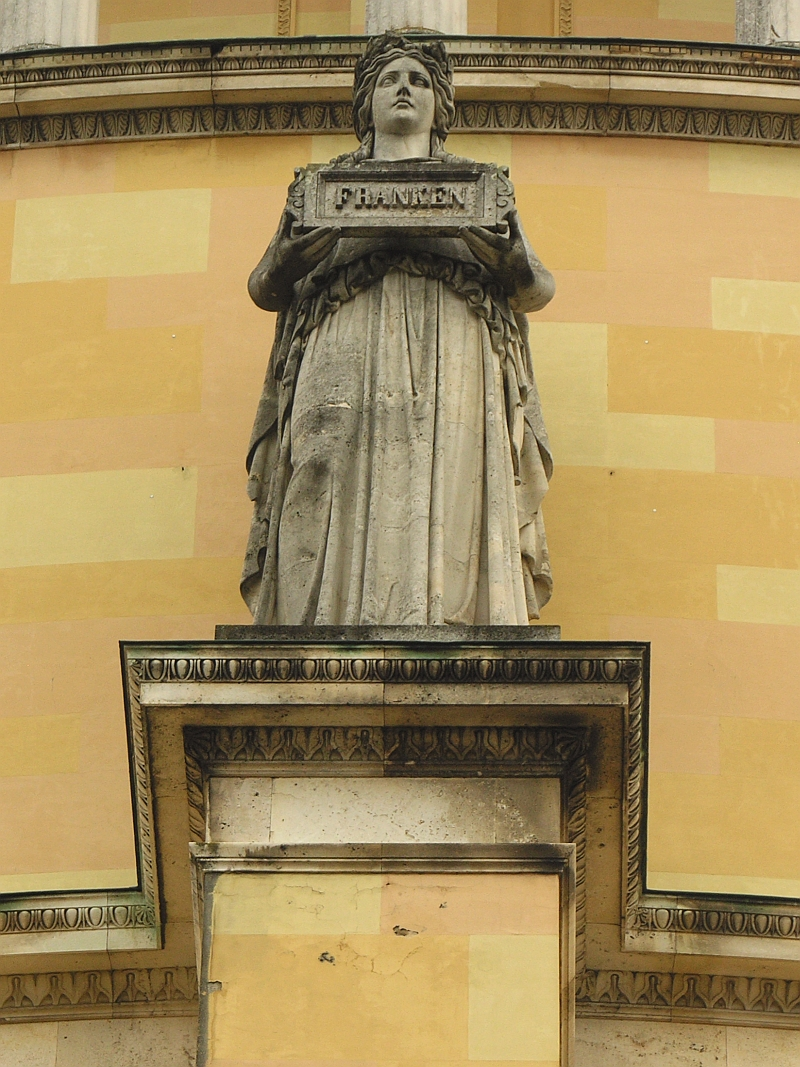
Аллегорическая фигура: Franken Volksstamm. Монумент «Зала Освобождения» в Кельхайме, Бавария. 1842—1863
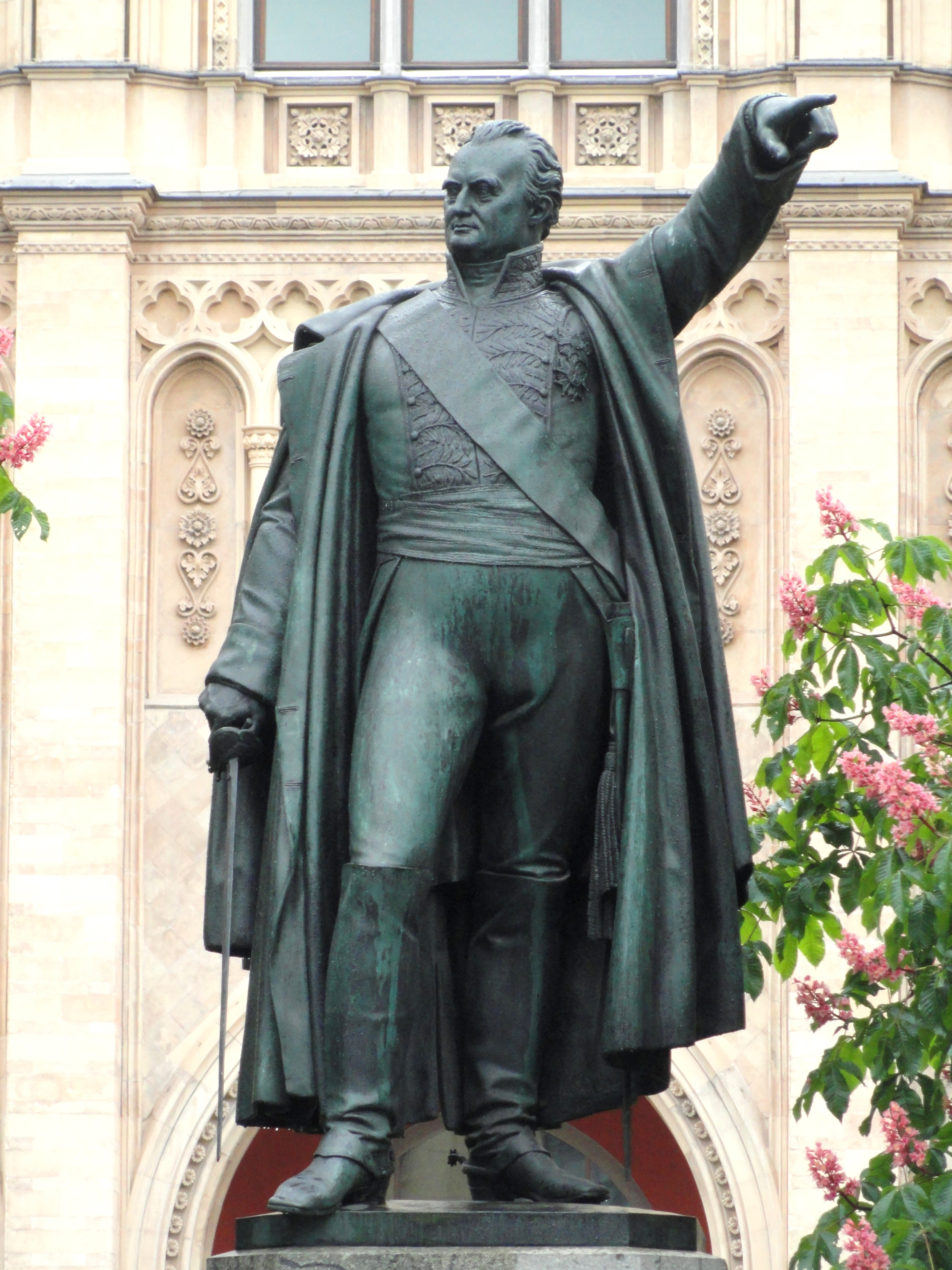
Памятник Бернхарду Эразму, графу фон Дерою на Максимилианштрассе, Мюнхен. 1856
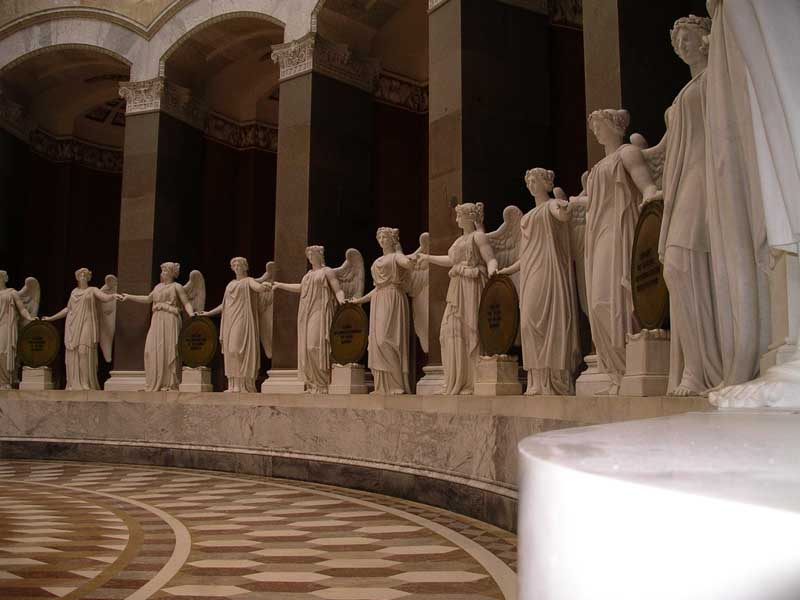
Аллегорические фигуры «побед» в интерьере «Зала Освобождения»

## Известные работы
- Боковой алтарь в церкви Св. Варфоломея в Обершписхайме
- Модели скульптур для фасадов здания Нового Эрмитажа в Санкт-Петербурге. 1841—1843
- Два баварских льва и два сфинкса для порталов туннеля Бургберг в Эрлангене, самого старого железнодорожного туннеля в Баварии. 1844
- Фигуры четырёх львов для квадриги Триумфальной арки в Мюнхене (1847)
- Бронзовое распятие в центре новой части Старого южного кладбища (1850), а также три большие портретные статуи на могилах Макса Айнмиллера (1871), Филиппа Франца фон Вальтерса (1850) и Генриха фон Бреслауса (1851)
- Распятие в Мюнхенской Церкви Святой Девы Марии
- Два колоссальных льва и рельеф для дворца Виттельсбахеров, дворец был разрушен в бомбёжке во время Второй мировой войны, с тех пор один из львов стоит во дворе Католической академии Баварии, а другой — перед Баварским государственным банком (1848)
- Шестиметровый баварский лев у входа в порт Линдау (1856)
- Статуя генерала Бернхарда Эразма фон Дероя перед зданием правительства Верхней Баварии на Максимилианштрассе (1856)
- Мемориал Августа фон Платена в Ансбахе (1858)
- Статуя Палатина Иосифа в Пеште (1860)
- Бюст теологу Петеру Шейтлину (1779—1848) для его мемориала в Санкт-Галлене, Швейцария (1861)
- Три женские фигуры на крыше здания правительства Верхней Баварии в Мюнхене, с запада на восток: Fides (верность), Justitia (справедливость) и Sapientia (мудрость) (1864)
- Надгробный монумент семье фельдмаршала Качаибы д’Арголо в Сальвадоре-да-Баия, Бразилия (1864/65)
- Памятный камень из мрамора с бюстом художника Клода Лоррена перед церковью Святой Анны в Харлахинге (1865)
- Статуя Йозефа фон Фраунгофера перед Музеем пяти континентов на Максимилианштрассе, Мюнхен (1865)
- Скульптурная группа «Освобождение» для Нью-Йорка (1868)
- Надгробие брата Андреаса Гальбига на приходском кладбище Пенцинг в Вене (1869)
- Модели восемнадцати аллегорических фигур немецких племён для «Зала Освобождения» в Кельхайме
- Статуя короля Максимилиана II Баварского в костюме Св. Губерта в Линдау
- Конная статуя короля Вильгельма I Вюртембергского перед Большим Курзалом в Штутгарте-Бад-Каннштатт (1875)